# Матті Раякала
Матті Раякала (фін. Matti Rajakylä, 14 серпня 1984) — фінський плавець.
Учасник Олімпійських Ігор 2004, 2008 років.
Призер Чемпіонату Європи з плавання на короткій воді 2004, 2005, 2006 років.